# Vi presento Dorothy Dandridge
Vi presento Dorothy Dandridge (Introducing Dorothy Dandridge) è un film televisivo del 1999 diretto da Martha Coolidge e incentrato alla vita dell'attrice e cantante statunitense Dorothy Dandridge, interpretata da Halle Berry, vincitrice nel 2000 di un Golden Globe come migliore attrice protagonista.

## Trama
Dorothy Dandridge, attrice e cantante statunitense, dagli albori al culmine della carriera, coronata nel 1954 dalla nomination agli Oscar come migliore attrice protagonista in Carmen Jones, prima volta in assoluto per una persona di colore. Dalla sua controversa storia d'amore con Otto Preminger, regista che la aiutò nella sua carriera, fino alla misteriosa morte che pose fine alla sua vita e al suo mito.

## Produzione
Il film è basato sulla biografia Dorothy Dandridge : A Portrait in Black, scritta da Earl Mills, manager della Dandridge per anni.

## Distribuzione
Il film, dopo una première il 16 agosto a Cleveland, Ohio, è andato in onda negli Stati Uniti il 21 agosto 1999 sul canale HBO.
In Italia è stato trasmesso su Rai 2 il 30 maggio 2004. In seguito è stato replicato più volte anche sui canali Mediaset, usando il titolo alternativo Dorothy - Una pelle troppo scura. Rising Star - Nascita di una stella è invece il titolo usato per l'edizione in DVD distribuita da Universal Pictures nel 2005.

## Riconoscimenti
Golden Globe 2000
- Miglior attrice in una mini-serie o film per la televisione — Halle Berry (vinto)
- Miglior mini-serie o film per la televisione (nominato)
- Miglior attore non protagonista in una serie — Klaus Maria Brandauer (nominato)

Premi Emmy 2000
- Migliore film per la televisione (nominato)
- Migliore attrice in una miniserie o film per la televisione — Halle Berry (vinto)
- Migliore attore non protagonista in una miniserie o film per la televisione — Klaus Maria Brandauer (nominato)
- Migliore regia per una miniserie o film per la televisione — Martha Coolidge (nominato)
- Migliore scenografia per una miniserie o film per la televisione (vinto)
- Migliore fotografia per una miniserie o film per la televisione (vinto)
- Migliori costumi per una miniserie o film per la televisione (vinto)
- Migliori acconciature (vinto)
- Migliori coreografie (nominato)

Satellite Awards 1999
- Miglior film per la televisione (nominato)
- Miglior attrice in una miniserie o film per la televisione — Halle Berry (nominato)
- Miglior attore in una miniserie o film per la televisione — Brent Spiner (nominato)

Image Awards 2000
- Miglior attrice in un film televisivo o miniserie — Halle Berry (vinto)
- Miglior film televisivo o miniserie (vinto)
- Miglior attore in un film televisivo o miniserie — Obba Babatundé (nominato)

Screen Actors Guild Awards
- Miglior attrice in un film per la televisione o miniserie — Halle Berry (vinto)

Black Reel Awards 2000
- Miglior attrice — Halle Berry (vinto)
- Miglior film (vinto)
- Miglior attore non protagonista — Obba Babatundé (nominato)
- Miglior attore non protagonista — Brent Spiner (nominato)